# 甄完
甄完，浙江新昌人，明朝初期政治人物、進士出身。

## 生平
永樂十九年（1421年）辛丑科進士，授刑部主事，處理朱高煦叛亂案，并升任河南左布政使，治理當地官場，明景帝曾賜“清官第一”牌。
與謝澤、胡智並稱「越中三良」。